# Salone internazionale del libro

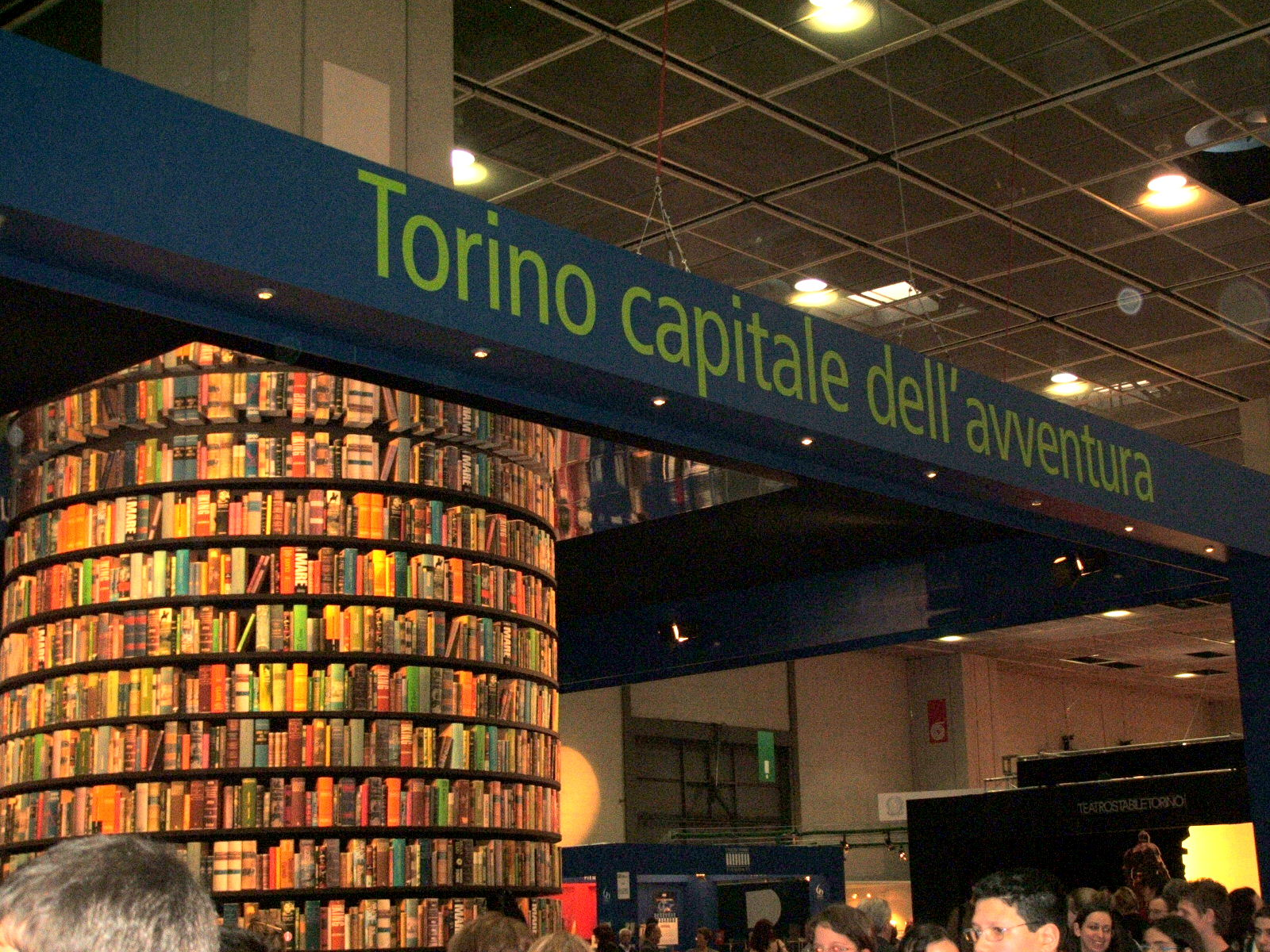
Uno stand della XIX edizione (2006)

Il Salone Internazionale del Libro (dal 1988 al 1998 Salone del Libro, dal 1999 al 2001 Fiera del Libro, dal 2002 al 2009 Fiera Internazionale del Libro) è un progetto di promozione del libro, della lettura e della cultura, la cui prima edizione risale al 1988. Si tratta della più importante manifestazione italiana nel campo dell'editoria. Il Salone si svolge una volta all'anno nel mese di maggio, organizzato fino al 1991 all’interno del complesso di Torino Esposizioni e dal 1992 presso il centro congressi Lingotto Fiere di Torino. Dal 2019 la manifestazione occupa gli spazi del Lingotto Fiere, dell'Oval e del centro congressi Lingotto. La XXXVII edizione si è tenuta negli stessi spazi tra il 15 e il 19 maggio 2025.
Con uno spazio espositivo di 137.000 m², che include i padiglioni 1, 2, 3 Oval del Lingotto Fiere di Torino, gli spazi del Centro Congressi Lingotto e un’ampia area esterna, il Salone internazionale del Libro, in quanto evento fieristico e culturale, ospita case editrici di varie dimensioni, insieme a istituzioni pubbliche e private.  Dal 2023 si aggiunge il progetto artistico sviluppato dalla Pinacoteca Agnelli sulla Pista 500. Dal 2024 viene creato il padiglione 4 dedicato ai progetti per i giovani: uno spazio  costruito per “migliorare la fruibilità generale del Salone e dare maggiore visibilità alla programmazione del Bookstock”. Presenta all’interno delle sale convegni un denso calendario di conferenze, spettacoli, presentazioni di libri e iniziative didattiche. Nel 2025 il Salone coinvolge gli spazi di UCI Cinemas con il progetto "Romance Pop Up".
Dal 1996 per ogni edizione viene scelto un tema portante e dal 2001 un paese ospite, di cui sono invitati editori e autori. Come il Salone del libro di Parigi, si rivolge sia ai professionisti del settore sia al pubblico dei lettori. Per numero di espositori è la seconda fiera del libro in Europa dopo la Buchmesse di Francoforte.
In concomitanza alla manifestazione fieristica localizzata attorno al complesso del Lingotto, a partire dal 2004, il Salone internazionale del Libro organizza il Salone Off, una programmazione di eventi culturali, diffusi, in luoghi canonici e non, all’interno delle otto Circoscrizioni di Torino, in molti centri della Città Metropolitana e della regione e, con il progetto Voltapagina, in tutte le strutture carcerarie del Piemonte. Dal 2014, il programma del Salone Off si è esteso a tutto l'arco dell'anno con il nome di Salone 365: un calendario di incontri con autori in sedi diverse della città (teatri, biblioteche, librerie, scuole) in collaborazione con le Circoscrizioni di Torino, le Biblioteche civiche torinesi, la Scuola Holden, le librerie torinesi e associazioni varie.
Accanto all’evento fieristico, il Salone del Libro promuove il libro, la lettura e la cultura attraverso numerosi progetti, rivolti al pubblico generalista, alle scuole e ai professionisti. Cura l’organizzazione, la programmazione e direzione culturale di eventi che si tengono in lungo l’anno in diverse città di Italia, come Portici di carta a Torino, Lungomare di libri a Bari, la Festa del libro medievale e antico di Saluzzo e Mi prendo il mondo a Parma; collabora inoltre alla realizzazione di Carte da decifrare, progetto della Fondazione Artea. Come SalTo Scuola propone un’offerta continuativa di attività per studenti e docenti. Tra i progetti, si contano Adotta uno scrittore, Un libro tante scuole, Oltre la notizia, Educare alla lettura. Come SalTo Pro offre percorsi e opportunità di formazione e crescita delle professionalità della filiera editoriale. Il Salone si offre come promotore di scambi e competenze tra gli operatori del settore sia a livello nazionale, che a livello internazionale, con il progetto del Rights Centre, l’area dedicata all’acquisto e alla vendita di diritti letterari e audio-visivi all’interno dell’evento fieristico del Salone Internazionale del Libro di Torino.
ll Salone Internazionale del Libro è un progetto di Associazione culturale Torino, la Città del Libro, promosso insieme a Fondazione Circolo dei Lettori e organizzato da Salone Libro Srl, e sostenuto da Regione Piemonte e Città di Torino.

## Storia
Dopo una riunione preparatoria con i rappresentanti di varie case editrici italiane, la proposta di tenere un salone del libro nel complesso fieristico di Torino Esposizioni fu presentata ufficialmente il 22 luglio 1987 all'Unione Industriale di Torino. I promotori dell'iniziativa erano il libraio Angelo Pezzana, proprietario della libreria internazionale Luxemburg e fondatore dell’associazione FUORI! e l'imprenditore Guido Accornero, che all'epoca aveva acquisito il 33% della casa editrice Einaudi.  Il logo originale venne disegnato dal pubblicitario Armando Testa, “un arco di trionfo che sembrava un libro aperto” (l’attuale è di Adriano Benetti). All’associazione che vede Accornero presidente e Pezzana vicepresidente, si aggiungono poi la Regione Piemonte, il Comune e la Provincia di Torino. Si aprì quasi immediatamente una polemica con il sindaco di Milano Paolo Pillitteri, che voleva trasferire la manifestazione a Milano, dove avevano sede la maggioranza delle case editrici, ma con l'appoggio della maggior parte dei grandi editori la sede torinese fu confermata ufficialmente il 23 settembre dello stesso anno. Periodicamente, la collocazione a Torino della Fiera / Salone del libro è tornata a essere contestata, come nel 2000 dal parlamentare Marcello Dell'Utri, trovando però il suo equilibrio con altre manifestazioni librarie a carattere specialistico, come la Fiera del libro per ragazzi di Bologna e la Fiera della piccola e media editoria di Roma. Nel 2017 e 2018 sono state realizzate due edizioni di un evento concorrente al Salone del Libro chiamato Tempo di Libri, manifestazione a cura dell’AIE.

«Un'idea luminosa con un pizzico di follia» sono le parole che lo scrittore premio Nobel Josif Brodskij pronunciò alla cerimonia inaugurale al Teatro Regio il 18 maggio 1988 in occasione dell'apertura del Salone. Fin dalla prima edizione l'iniziativa ebbe un successo superiore alle aspettative, in curioso contrasto con la scarsa propensione alla lettura degli italiani: al primo Salone del libro, a Torino Esposizioni, parteciparono oltre cinquecento espositori e centomila visitatori. La seconda edizione si svolse dal 12 al 18 maggio 1989, con 873 espositori presenti (320 più dell’anno precedente) per un totale di 26.500 m² di superficie (nella prima edizione erano 17.500 m²). Nel 1992, alla quinta edizione, con l'aumento del numero degli espositori e la necessità di introdurre spazi espositivi dedicati a nuovi settori dell'editoria (i prodotti multimediali, i fumetti e le riviste), il Salone viene trasferito al Lingotto, dopo la ristrutturazione compiuta da Renzo Piano.

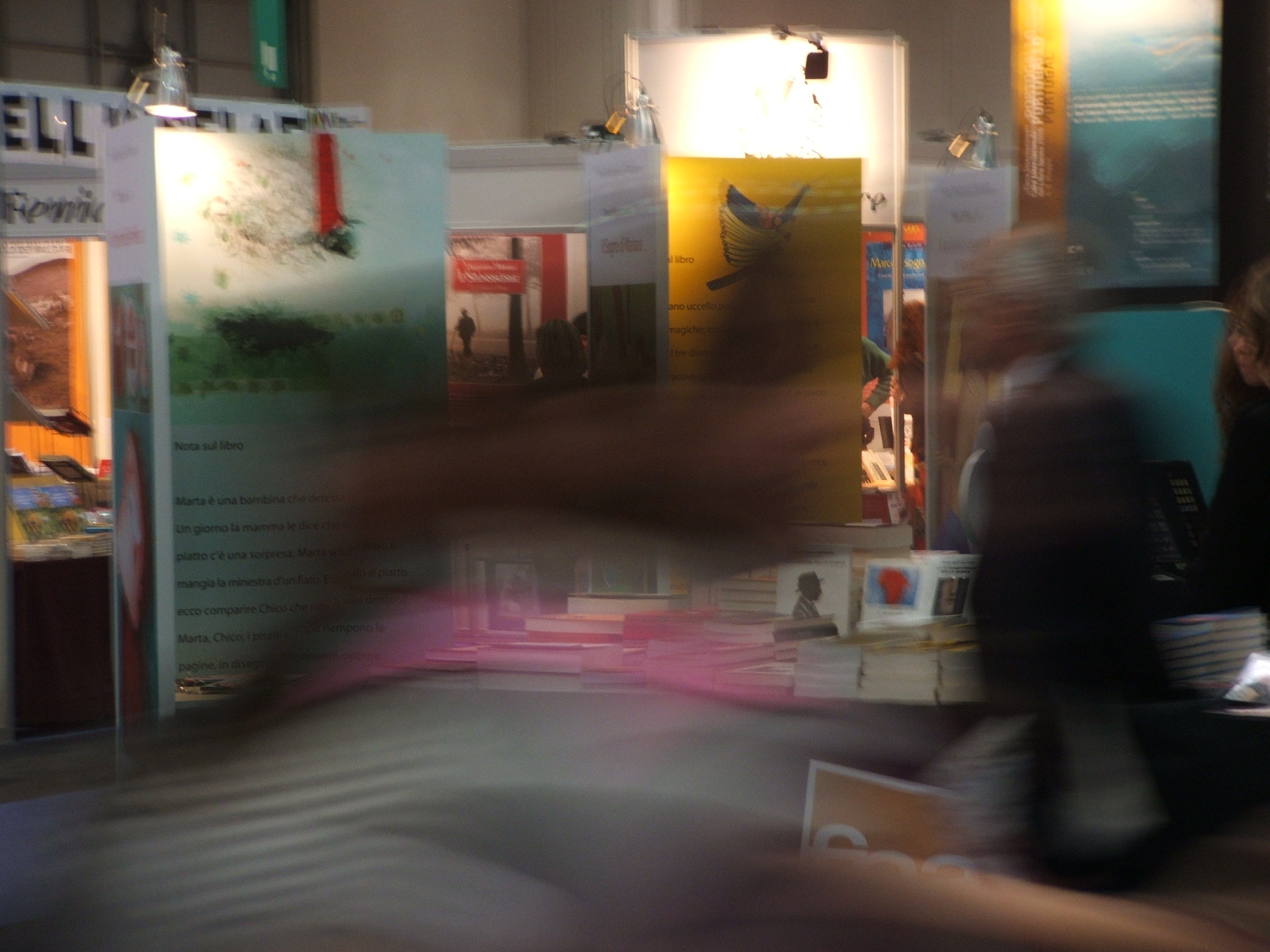
Movimento fra gli stand della Fiera del libro

Per coordinare il programma culturale, nel 1994 viene costituita la Fondazione Salone del libro diventata successivamente Fondazione per il Libro, la Musica e la Cultura, guidata da Rolando Picchioni e che prende il posto dell’associazione fondata nel 1987. Il logo per la Fondazione è di Angelini Design. L’anno successivo, per l’ottava edizione, intitolata, su intuizione di Beniamino Placido, “95%”, il Salone si amplia ulteriormente, grazie all’utilizzo del Centro Congressi del Lingotto, che offre spazio per 88 espositori e permette lo svolgimento di quaranta iniziative in contemporanea intorno al tema comune della fiera. Si amplia anche la partecipazione di autori internazionali grazie all’uso di cuffie per la traduzione simultanea. L’anno successivo, il 1996, al Salone si registra una significativa partecipazione straniera, con stand delle Regioni di Europa e di editor inglesi, francesi, spagnoli e della tedesca Fondazione Bertelsmann.  Dal 1998 il Salone viene ribattezzato Fiera del libro e dal 2002 Fiera internazionale del libro, riprendendo la denominazione dall'omonima manifestazione espositiva che si teneva a Firenze negli anni venti e trenta del XX secolo. Dal 2009 riprende la denominazione originaria di Salone Internazionale del Libro, che mantiene tuttora.
Negli anni il Salone ha via via ampliato il panorama delle proprie iniziative: dal 1996 viene scelto per ogni edizione un tema conduttore per conferenze, convegni e pubblicazioni, dal 2001 sono invitati gli editori e gli scrittori di un Paese ospite: ogni anno si tengono centinaia di convegni, incontri con protagonisti di rilievo del mondo della cultura, presentazioni di novità editoriali, iniziative didattiche che permettono di avvicinare alla lettura bambini e ragazzi con animazioni, laboratori e spettacoli teatrali. Nel 2005 è nata la manifestazione Lingua Madre, che porta alla Fiera scrittori asiatici, africani e latino-americani, accomunati dal lavoro sperimentale e innovativo sul patrimonio della loro tradizione culturale, ed è stato istituito lo spazio Book Film Bridge, destinato alla negoziazione dei diritti audiovisivi.
Nel 2006 è nata l'area Oltre, dedicata ai giovani tra i 14 e i 19 anni, e, con il progetto "Voltapagina", il Salone ha portato i suoi autori a lavorare assieme agli ospiti della casa di reclusione di Saluzzo in un progetto di recupero e integrazione attraverso la lettura. Nel 2007 è la volta del Bookstock Village, lo spazio per i lettori dall'infanzia alla laurea, che unisce in un intero padiglione l'esperienza maturata dallo Spazio Ragazzi e dallo spazio Oltre con una forte attenzione ai nuovi linguaggi espressivi e alle tecnologie multimediali. Per i bibliofili il Salone Internazionale del Libro è un'occasione che permette di vagare per ore tra grandi editori, scrittori e giornalisti in giro per la manifestazione e piccole case editrici altrimenti introvabili, libri antichi e fumetti.
Nel 2010 il Salone ha istituito il Premio Salone Internazionale del Libro: riconoscimento, assegnato attraverso il voto elettronico dei visitatori e degli espositori, a un grande maestro della letteratura internazionale che - nell'autunno successivo al Salone - dedica al pubblico e agli studenti del Piemonte un ciclo di incontri e lezioni. Le due edizioni del Premio sono andate ad Amos Oz nel 2010 e nel 2011 a Javier Cercas. Nella primavera 2016 entrano nella compagine societaria della Fondazione per il Libro, la Musica e la Cultura - quali nuovi Soci Fondatori - il Ministero dei beni e delle attività culturali e del turismo, il Ministero dell'istruzione, dell'università e della ricerca e Intesa Sanpaolo; conseguentemente viene modificato lo statuto. Presidente designato è Massimo Bray. Dopo 18 edizioni guidate dallo scrittore Ernesto Ferrero, dall'edizione 2017 è nominato nuovo direttore editoriale lo scrittore premio Strega Nicola Lagioia. Nell'autunno 2016 il Salone di Torino stringe accordi di collaborazione con Bologna Children's Book Fair e il Salon du Livre et de la presse jeunesse di Montreuil (F) per sviluppare progetti comuni. Dall'edizione 2024 la direzione editoriale della Salone Internazionale del Libro di Torino è affidata alla scrittrice Annalena Benini.

### Edizioni

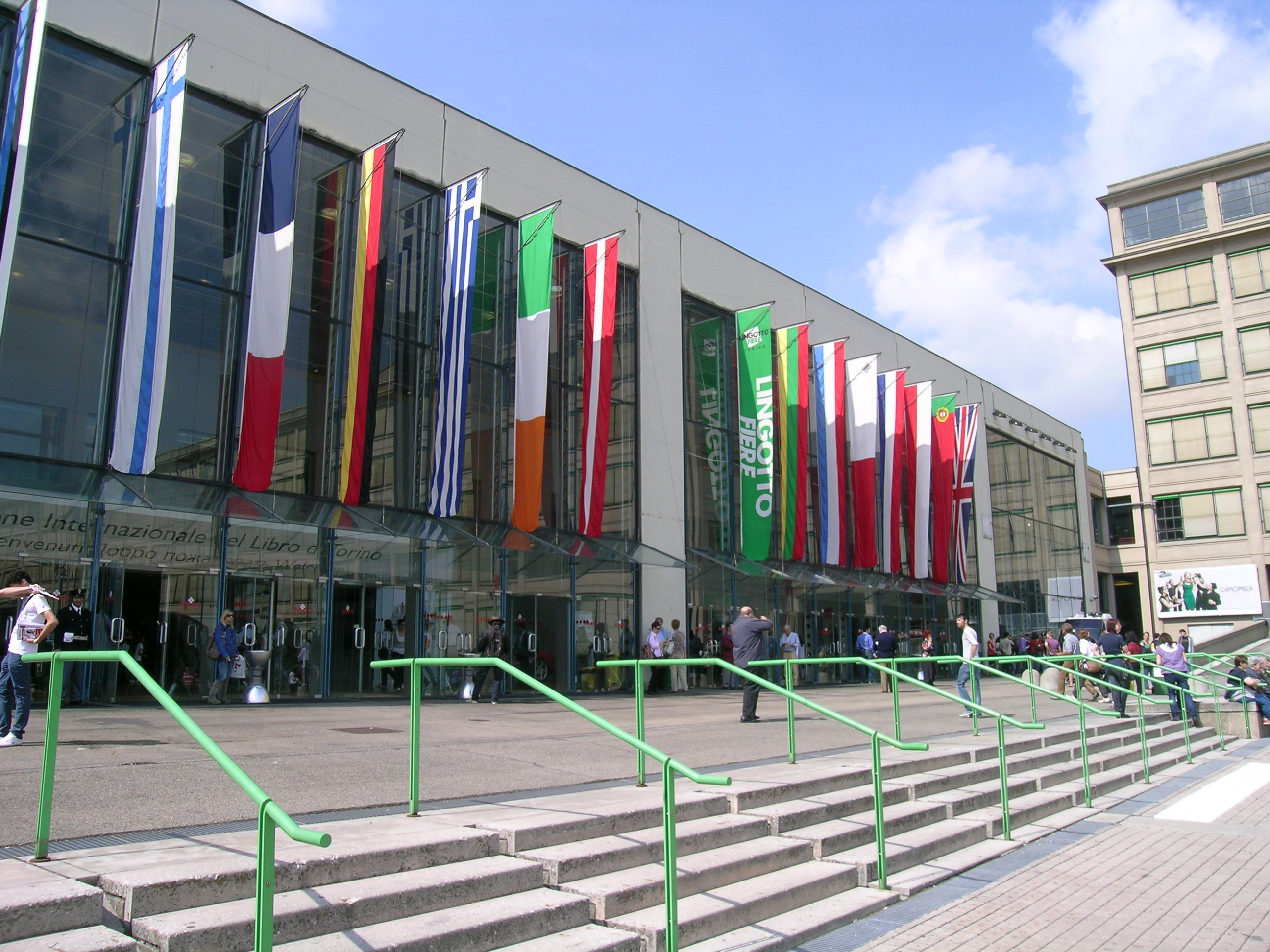
L'ingresso del salone (2011)

La prima edizione si tiene dal 18 al 23 maggio del 1988. Alla cerimonia inaugurale al Teatro Regio parla lo scrittore premio Nobel Josif Brodskij. L’edizione si tiene a Torino Esposizioni, come tutte le successive fino al 1992, anno del trasferimento al Lingotto.
Dal 1996 si introduce un tema conduttore per ogni edizione, che funga da filo conduttore per conferenze, convegni e pubblicazioni. Il primo a essere scelto è Il secolo delle donne? Con l’edizione del 2001, si aggiunge anche un Paese ospite, di cui vengono invitati scrittori ed editori eminenti. Nel 2001 sono Paesi Bassi e le Fiandre. Gli espositori superano quota mille.
Il 2004, in cui l’ospite d'onore è la Grecia e il tema conduttore è Ridere è una cosa seria, vede la seconda edizione di Adotta uno scrittore e la nascita del progetto Nati per leggere, promosso dall’Associazione italiana bibliotecari, dall’Associazione culturale pediatri e dal Centro per la salute del bambino. Il 2004 è anche l’anno di lancio del Salone Off che porta gli eventi della manifestazione sul territorio metropolitano.
L'edizione 2005, dedicata al tema del sogno, ha presentato i Giochi olimpici invernali del 2006 con il progetto Ti leggerò i Giochi, e ha lanciato la manifestazione Lingua Madre, parallelamente a Terra Madre, ideata da Carlo Petrini e dal Salone del Gusto.

Le edizioni 2006 e 2007 hanno celebrato rispettivamente l'apertura e la chiusura dell'anno di Torino Capitale Mondiale del Libro, proclamato dall'UNESCO e iniziato il 23 aprile 2006. In questa occasione, il Salone organizza il programma Un anno da sfogliare che conta quasi novecento appuntamenti in tutta Italia, e che comprende il Grand Re-tour, una rivisitazione del celebre viaggio che Goethe affrontò alla scoperta del paese. L’itinerario tocca Palermo, Siracusa Catania, Lecce,Napoli, Roma, Firenze, Bologna, Venezia, Parma, Genova, Milano e così via, con 848 eventi, per concludersi a Torino. Il 2006 è anche l’anno di Voltapagina, il progetto con cui il Salone porta gli autori a incontrare i detenuti ospiti di case di detenzione.

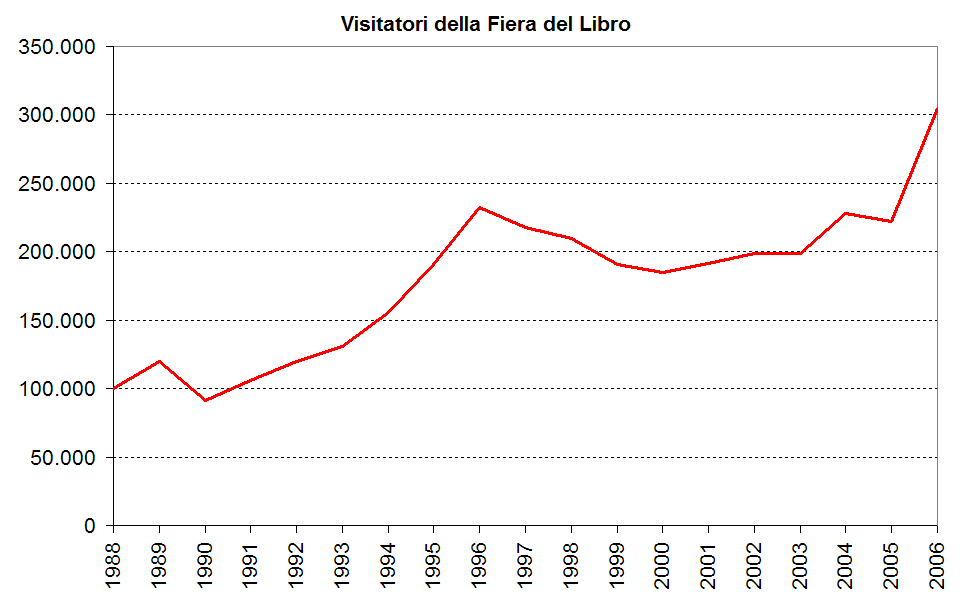
I visitatori della Fiera dal 1988 al 2006

L'edizione 2007 ha celebrato il ventennale. A tenere le lectio magistralis sono chiamati, tra i tanti nomi, Marc Augé, Predrag Matvejevic, Zygmunt Bauman, Stefano Rodotà, Edoardo Boncinelli, Julia Kristeva, Corrado Augias, Luciano Canfora, Claudio Magris e Gustavo Zagrebelsky. Al Salone si aggiunge anche la partecipazione del Torino Comics, arrivato quell’anno alla sua tredicesima edizione. È questo anche l’anno dell’apertura del Bookstock Village che sancisce il lavoro di promozione del libro e della lettura, specialmente nei confronti dei ragazzi, già presente, in varie forme, dalla prima edizione del 1988. La fiera consolida la sua presenza sul territorio metropolitano con eventi e incontri in tutte le circoscrizioni torinesi.
L'edizione 2008 ha avuto come paese ospite Israele, scelta che ha prodotto vivaci contestazioni e inviti al boicottaggio della Fiera da parte dei sostenitori della causa palestinese; gli organizzatori dell'evento, nel rispondere alle critiche, hanno ribadito che ad essere celebrata nella Fiera è la cultura letteraria dei paesi ospiti e non la loro politica. Sempre nell'edizione del 2008 la Fiera è stata inaugurata, per la prima volta, direttamente dal Presidente della Repubblica Giorgio Napolitano. Il tema scelto per l’anno è “Bellezza”.
La XXII edizione si è svolta al Lingotto dal 14 al 18 maggio 2009 e ha avuto come paese ospite l'Egitto. Tra gli ospiti dell'edizione 2009, Khaled Al Khamissi e Nawal al-Sa'dawi.
La XXIII si è tenuta dal 13 al 17 maggio 2010 e ha avuto l'India come Paese ospite. È l’anno in cui il Salone istituisce il Premio Salone Internazionale del Libro, concepito da Ernesto Ferrero, vinto nella sua prima edizione da Amos Oz.
La XXIV edizione si è svolta dal 12 al 16 maggio 2011 e ha avuto come Paese ospite la Russia. Quale contributo alle celebrazioni per il 150° dell'Unità d'Italia, il Salone 2011 ha organizzato e ospitato all'Oval Lingotto la mostra 1861-2011. L'Italia dei Libri: un percorso multimediale dedicato ai grandi libri, autori, editori, fenomeni editoriali che hanno accompagnato il secolo e mezzo di storia unitaria, con uno sguardo al futuro del libro digitale e dell'e-book. La mostra 1861-2011. L'Italia dei Libri è stata successivamente riallestita alla Biblioteca Nazionale Universitaria di Torino, alla Biblioteca Nazionale di Bari, alla Biblioteca Nazionale Centrale di Firenze, alla Galleria d'Arte Moderna di Palermo, all'Istituto Italiano di Cultura di Budapest e al chiostro di Sant'Ivo alla Sapienza di Roma. Il Premio Salone Internazionale del Libro viene vinto da Javier Cercas.
L'edizione 2012, dedicata al tema Primavera digitale, è stata inaugurata dal ministro del welfare Elsa Fornero. L'edizione 2012 celebra il venticinquennale della manifestazione con una mostra organizzata assieme al "Circolo dei lettori" di Torino, curata da Luca Beatrice e dedicata ai 25 oggetti che “hanno scritto la storia di Torino”, simbolo dei cambiamenti sociali, economici, artistici e culturali di Torino a partire dal 1988, anno del primo Salone.  L’edizione è dedicata al tema Primavera digitale e inaugurata dal ministro del welfare Elsa Fornero. Si sviluppa il progetto “Adapt a Lab” in collaborazione con TorinoFilmLab, per adattare per il cinema otto libri di successo. I paesi ospiti sono due, Romania e Spagna.
Per il 2013 il paese ospite è stato il Cile a cui si affianca per la prima volta anche una regione ospite, la Calabria. Il tema dell’edizione è Dove osano le idee. Si sviluppa maggiormente l’International Book Forum, adesso Rights Centre, dedicato all’acquisto e alla vendita di diritti letterari e audio-visivi. Si svolgono iniziative a sostegno dei piccoli editori.
Il paese ospite per l’edizione del 2014 è il Vaticano, mentre la regione è il Veneto. All'edizione 2014 ha debuttato il padiglione di "Officina. Editoria di Progetto", curato dallo scrittore Giuseppe Culicchia e dedicato ai piccoli e medii editori indipendenti. Il tema dell’edizione è Bene in vista.
Paese ospite della XXVIII edizione, che si è tenuta dal 14 al 18 maggio 2015, è stata la Germania, mentre la regione è il Lazio. A inaugurarla è stato il presidente della Repubblica Sergio Mattarella, alla sua prima visita ufficiale a Torino.
Nel 2016, a seguito del ritiro dell'invito di Paese ospite all'Arabia Saudita, si opta per un focus sulla letterature araba dal Maghreb all'Iraq. La regione ospite è la Puglia. Il tema della manifestazione è Visioni. Nell'autunno 2016 il Salone di Torino stringe accordi di collaborazione con Bologna Children's Book Fair e il Salon du Livre et de la presse jeunesse di Montreuil (F) per sviluppare progetti comuni.
Per l’edizione del 2017, tenutasi dal 18 al 22 maggio, viene organizzato un focus sull’editoria indipendente americana. La regione ospite è la Toscana. Il tema è Oltre il confine. Il 2017 è anche l’anno della contesa con Milano, dove viene annunciata Tempo di libri, “Fiera dell’editoria italiana”, per il mese di marzo. Tale manifestazione, voluta e organizzata dall’AIE, si chiuderà dopo due edizioni.
L'anno successivo, il 2018, è la Francia con le sue radici culturali a rappresentare il punto di partenza per approfondimenti e riflessioni che come ogni anno le iniziative del Salone vogliono stimolare. Il tema sarà Un giorno, tutto questo.
L’edizione del 2019 ha come tema Il gioco del mondo. Al posto del paese ospite, viene scelta una lingua ospite, lo spagnolo, con una delegazione di autrici e autori provenienti dal Paese iberico e dal Centro e Sud America. La regione ospite sono le Marche.
Nel 2020, l’edizione Altre forme di vita è rimandata a causa dell’emergenza per la pandemia di Covid-19. L’evento si sposta online, per un’edizione straordinaria in live streaming, dal titolo SalToExtra, che l'organizzazione dichiara essere “il prototipo di un modello nuovo”. Il mese seguente viene presentato un nuovo format sperimentale comprensivo di sei appuntamenti online in seconda serata, SalTo Notte trasmesso da luoghi simbolo della produzione culturale italiana coinvolgendo le città di Torino, Milano Roma e Napoli.
Con il titolo di Vita Supernova, che celebra anche i settecento anni dalla morte di Dante Alighieri, nel 2021 il Salone Internazionale del Libro di Torino torna in presenza per la sua XXXIII edizione, spostata all’autunno, dal 14 al 18 ottobre. L’edizione supera i 150.000 ingressi.
Il tema dell’edizione 2022 è Cuori selvaggi. La manifestazione fieristica torna alla sua consueta collocazione tardo primaverile nel mese di maggio. La lectio inaugurale è affidata allo scrittore indiano Amitav Ghosh.
L’edizione del 2023 ha come titolo Attraverso lo specchio, in omaggio all'universo di Lewis Carroll. Il paese ospite è l’Albania, mentre la regione è la Sardegna.
L’edizione del 2024 ha come titolo Vita immaginaria, “quel territorio sorprendente e misterioso che dà vita a un patrimonio di infinite possibilità. Il tema dell’edizione diventa in questo senso un archivio, ma anche una mappa possibile del futuro”. La regione ospite è la Liguria e invece di un paese, ad essere ospite è la lingua tedesca.
L'edizione del 2025 ha avuto il titolo Le parole tra noi leggere, ispirandosi al titolo del romanzo di Lalla Romano e della poesia di Eugenio Montale. Ospite d'onore sono stati i Paesi Bassi, mentre la regione ospite è stata la Campania. La XXXVII edizione ha accolto 231.000 visitatori, con ben 2.647 eventi nelle sale, ed è stata inaugurata dalla lectio della scrittrice e drammaturga francese Yasmina Reza.

### L'inchiesta della procura torinese e il processo
Le edizioni del Salone dal 2010 al 2015 sono state passate al setaccio dalla procura della Repubblica di Torino, che ha condotto un'estesa indagine ipotizzando i reati di peculato, turbativa d'asta e falso ideologico in atto pubblico. Tra i ventinove destinatari dell'avviso di chiusura indagini, emesso il 17 gennaio 2019, figurano l'ex presidente della fondazione Rolando Picchioni (già condannato a due anni di reclusione per calunnia nel 2016), l'ex sindaco Piero Fassino, l'assessore regionale alla cultura pro tempore Antonella Parigi e il suo predecessore Michele Coppola.
Il 2 ottobre 2020 Fassino e Parigi sono rinviati a giudizio con l'accusa di turbativa d'asta nel bando di assegnazione del Salone per il triennio 2016-2018, Picchioni per peculato, mentre per Coppola è stata richiesta l'archiviazione; apertura del processo calendarizzata per il 17 maggio 2021.

## Salone Off
In concomitanza alla manifestazione fieristica localizzata attorno al complesso di Lingotto Fiere, a partire dal 2004 il Salone internazionale del Libro organizza il Salone Off, una programmazione di eventi culturali, che, coinvolgendo inizialmente la Circoscrizione 3 della città, si è poi diffusa dal 2014 in tutte le Circoscrizioni di Torino: 1 (Centro, Crocetta); 2 (Santa Rita, Mirafiori Nord), 3 (San Paolo, Cenisia, Pozzo Strada, Cit Turin); 4 (San Donato, Campidoglio, Parella), 5 (Borgo Vittoria, Madonna di Campagna, Lucento, Vallette); 6 (Barriera di Milano, Regio Parco, Barca, Bertolla, Falchera, Rebaudengo, Villaretto); 7 (Aurora, Borgo Vanchiglia / Vanchiglietta, Sassi-Rosa, Madonna del Pilone); 8 (San Salvario, Cavoretto, Borgo Po); 9 (Nizza Millefonti, Lingotto, Borgo Filadelfia); 10 (Mirafiori Sud), e importanti centri dell'hinterland come Chivasso, Nichelino, Moncalieri, Orbassano, Pinerolo, Rivoli, Settimo Torinese. Nel tempo, si è estesa ai Comuni della Città Metropolitana e ad alcune città della Regione.
Le attività di Salone Off, che si estendono oltre la durata della manifestazione fieristica, sono organizzate dal Salone del Libro in collaborazione con gli autori e le autrici e le realtà culturali e sociali operanti sul territorio, tra cui si contano editori, biblioteche, librerie, case del quartiere, scuole, università, musei, gallerie d’arte, teatri, cinema, centri di protagonismo giovanile, circoli. Oltre ai più consueti luoghi della cultura, questi eventi si svolgono anche in strade e piazze, botteghe, ristoranti, aziende, centri commerciali, parchi e giardini. Tra le attività proposte si contano incontri con gli autori, proiezioni cinematografiche, reading, spettacoli teatrali, letture e laboratori per bambini e ragazzi, cene letterarie, mostre, dibattiti e workshop.
Fa parte di Salone Off anche il progetto Voltapagina, attivo dal 2007, un progetto di impegno sociale organizzato in collaborazione con il Ministero di Giustizia che prevede incontri tra gli autori e le autrici e i detenuti all’interno delle strutture penitenziarie della regione. In questi incontri si svolgono attività di guida alla lettura e approfondimento dei libri, con la collaborazione di un gruppo di assistenti sociali, educatori e volontari dei penitenziari.
Nel 2021 nasce anche il progetto di lettura, Il Ballatoio – storie a domicilio, curato da Ilaria Oddenino, che promuove la lettura dei classici e che si svolge ogni edizione in un condominio diverso.

## Salone 365
Dal 2014 il programma del Salone Off si estende a tutto l'arco dell'anno prima con il nome Salone Off 365 e in seguito come Salone 365. Salone 365 è l’insieme delle attività organizzate dal Salone del Libro su tutto il territorio italiano e comprende festival, rassegne e progetti che si svolgono durante i dodici mesi. Le attività progettate includono Luci sui festival, dedicato alla promozione di festival letterari piccoli, medi e grandi di tutta Italia; Portici di carta, che si svolge dal 2007 nel mese di ottobre sotto i portici delle vie centrali di Torino e prevede circa due chilometri complessivi di libreria all’aria aperta con libri, incontri, passeggiate letterarie e laboratori; la Festa del libro medievale e antico di Saluzzo, una manifestazione libraria diretta a adulti e ragazzi e dedicata alla cultura e storia medievale; Lungomare di Libri, in cui a Bari viene allestita una grande libreria a cielo aperto, accanto a “presentazioni editoriali, lezioni magistrali, convegni, momenti di approfondimento, azioni pittoriche, attività per bambine e bambini, consigli di lettura e reading”; Carte da Decifrare, che propone eventi letterari e musicali a Busca (Cuneo), in collaborazione con la Fondazione ARTEA; Mi prendo il mondo , un progetto realizzato in collaborazione con il Comune di Parma per promuovere il protagonismo giovanile e il dialogo con le nuove generazioni.
Oltre a queste attività, Salone 365 si occupa dei progetti dedicati alle scuole, sotto il nome di SalTo Scuola.

## Organizzatori
Il Salone del Libro è un progetto di Associazione culturale Torino, la Città del Libro, promosso da Associazione culturale Torino la città del libro con Fondazione Circolo dei lettori e organizzato da Salone Libro Srl, e sostenuto da Regione Piemonte e Città di Torino.
Gli organi di indirizzo e gestione del Salone del Libro sono il Comitato Direttivo e il Comitato Consultivo.
Il Comitato Direttivo del Salone del Libro è composto da Giulio Biino (Coordinatore del Comitato), Marco Pautasso (Segretario Generale Salone Internazionale del Libro di Torino), Vittoria Poggio (Assessora alla Cultura, Regione Piemonte), Rosanna Purchia (Assessora alla Cultura, Città di Torino) e, in rappresentanza di Associazione Torino, la Città del Libro,  Silvio Viale, Piero Crocenzi e Francesca Mancini.
Il Comitato Consultivo è composto da Vittoria Poggio (Regione Piemonte), Rosanna Purchia (Città di Torino), Marco Zapparoli (ADEI), Rosa Maiello (AIB), Riccardo Franco Levi (AIE), Paolo Ambrosini (ALI), Cristina Giussani (SIL), Giulio Biino (Fondazione Circolo dei Lettori), Nicola Lagioia (Direttore editoriale), Marco Pautasso (Segretario Generale), Silvio Viale (Associazione Torino, la Città del Libro), Piero Crocenzi (Salone libro srl).

## Altre produzioni

### Eventi e progetti
Durante l’anno il Salone del Libro promuove la cultura e sostenibilità attraverso i libri e la lettura, costruendo progetti, collaborazioni e partenariati nazionali e internazionali, rivolti a un pubblico generalista. Come Salone 365 cura l’organizzazione, la programmazione e direzione culturale di eventi che si tengono in lungo l’anno in diverse città di Italia. In passato ha anche organizzato le manifestazioni Alpi365, Mestieri in mostra, Biennale dei libri di viaggio, Dal benessere al bellessere di Acqui Terme, di cui è proprietaria dei marchi.
Dal 2022 il Salone del Libro si occupa anche del progetto Hangar del libro, progetto di formazione e promozione dell’editoria indipendente piemontese connesso all’Independent Book tour, vetrina per autori ed editori che tocca tutte le province del Piemonte.
Nel 2024 il Salone ha anche lanciato il progetto Prendersi cura, un ciclo di incontri ideato in collaborazione con Esselunga, volto a promuovere la riflessione e il dialogo su temi legati alla cura, alle relazioni e alla vita quotidiana. Gli ospiti protagonisti nella prima edizione sono stati Chiara Gamberale, Andrea De Carlo e Teresa Ciabatti, che hanno portato le loro esperienze e visioni in location inusuali come i punti vendita Esselunga, contribuendo a trasformarli in luoghi di dialogo culturale e partecipazione.

### SalTo Media
A partire dal 2020, in concomitanza con l’edizione che a causa dell’emergenza per la pandemia da Covid-19 che si sposta online, il Salone ha avviato una propria produzione digitale. La produzione, chiamata SalTo Media, si divide in podcast: “Fuoriclasse”, ossia “lo sport raccontato dal Salone” con focus su sport, campioni ed eventi sportivi come il Super Bowl, il nuoto, Giro d’Italia e connesso anche al Premio di letteratura sportiva Gianni Mura; “Il Salone presenta”, legato al progetto Un libro tante scuole e dedicato nel corso delle varie edizioni a Elsa Morante, Albert Camus e Antonio Tabucchi; le lezioni di “Vita Nova” realizzate durante il 2020 in diversi teatri d’Italia); playlist, con “Il cinghiale bianco” che contiene tributi a Morricone, Dalla e altri importanti protagonisti della musica italiana e internazionale, e selezioni connesse agli eventi organizzati dal Salone del Libro come Medieval Inspiration in occasione della Festa del libro medievale e antico di Saluzzo; oltre a consigli di lettura tematici e “Il Salone da guardare” che contiene video di selezioni incontri tenuti durante le edizioni della fiera Salone Internazionale del Libro.

### Premi e concorsi
Oltre alle concluse edizioni del Premio Salone Internazionale del Libro, concepito da Ernesto Ferrero, il Salone del libro organizza il Premio di letteratura sportiva Gianni Mura, in collaborazione con la Città di Torino, il Premio letterario internazionale Mondello, in collaborazione con la Fondazione Sicilia, il Concorso letterario A/R Andata e racconto, progetto in collaborazione con Ferrovie dello Stato italiane, dedicato alla letteratura di viaggio sostenibile, il Concorso letterario nazionale Lingua Madre e il Premio nazionale Nati per leggere, in collaborazione con la Regione Piemonte e Guarda che storia in collaborazione con la Film Commission Torino Piemonte.
Dal 2025, il Salone del Libro ha introdotto il nuovo Premio Ernesto Ferrero - Fondazione CRT, ideato per valorizzare le scelte editoriali più innovative tra quelle presentate ogni anno al Salone. Il riconoscimento è realizzato in collaborazione con Fondazione CRT e nella sua prima edizione ha premiato le case editrici Tamu, Sabìr Editore e Edizioni Henry Beyle.

### SalTo Scuola
Come SalTo Scuola propone un’offerta continuativa di attività per studenti e docenti. 
Adotta uno scrittore
Adotta uno scrittore è il progetto che fa incontrare studenti e studentesse con le autrici e autori contemporanei, dedicato alle scuole primarie alle secondarie, alle strutture detentive, alle università. Il progetto è composto da quattro incontri: tre in classe e uno al Salone Internazionale del Libro di Torino.
Un libro tante scuole
Un libro tante scuole, un progetto di lettura condivisa promosso con il Ministero dell’Istruzione e del Merito, che riunisce attorno a un romanzo studentesse e studenti da tutta Italia, stimolando la riflessione grazie anche a contributi testuali e audio originali di autrici e autori contemporanei.
Altri progetti
Altri progetti portati avanti da SalTo Scuola includono “Oltre la notizia”, incontri online con giornalisti del Corriere della Sera, "sull’importanza e sulla complessità di fare informazione”, “sulla disinformazione e sulle sfide tecnologiche” e dedicati agli studenti del triennio delle medie e del biennio delle scuole superiori.
“Educare alla lettura” invece è un ciclo di incontri di formazione a cura del Salone del Libro con il Cepell - Centro per il libro e la lettura, con “l’obiettivo di avvicinare gli studenti ai libri e alle pratiche di lettura”, favorendo allo stesso tempo a scuola “lo sviluppo di pratiche e atteggiamenti basati sulla partecipazione attiva”. 
Oltre a questi progetti, il Salone organizza anche gruppi di lettura, come quello del Bookstock, composto da ragazze e ragazzi della Città Metropolitana di Torino, e “Al Salone da Protagonisti”, in cui gruppi di lettura di scuole di tutta Italia possono collaborare con il Salone Internazionale del Libro di Torino alla presentazione di alcuni incontri con autrici e autori. 
Nel 2024 è stato attivato anche il progetto “Una giornata da Schiappa” ispirato al libro Diario di una Schiappa e insieme al suo autore Jeff Kinney.

### SalTo Pro
Come SalTo Pro, il Salone del Libro propone percorsi formativi e offre strumenti dedicati ai professionisti dell’editoria. Tra i progetti, si contano il Rights centre, un’area dedicata a case editrici italiane e straniere, a chi gestisce i diritti internazionali, a agenti letterari, agenzie di scouting,  e agenzie e compagnie dell’audiovisivo; l'Autore Invisibile, con incontri suddivisi su quattro giorni per approfondire aspetti tecnici connessi alla traduzione e incontri con editori, editor e revisori, oltre a conversazioni tra scrittori stranieri e i rispettivi traduttori italiani; l'area Nuovi editori, dedicata alle case editrici emergenti, indipendenti e non legate a grandi gruppi editoriali; il progetto Book-Makers, che coinvolge scuole e master universitari da tutta Italia, offrendo a studenti, autori e aspiranti professionisti un’occasione concreta di crescita e confronto con la filiera editoriale; Luci sui festival , il progetto del Salone Internazionale del Libro di Torino dedicato alla promozione dei festival letterari italiani, grandi e piccoli, attivi su tutto il territorio nazionale; Dall'italiano al mondo , il convegno dedicato ai traduttori dall’italiano, nato per promuovere e sostenere i traduttori stranieri che danno voce alla letteratura italiana all’estero e per creare una rete di sostegno alla diffusione del libro italiano nel mondo.
Per la Regione Piemonte e in collaborazione con la Fondazione Circolo dei lettori, il Salone del Libro organizza Hangar del libro, dedicato al potenziamento delle competenze imprenditoriali e di promozione delle librerie e delle case editrici indipendenti. In questo ambito organizza anche l'Independent Book Tour, il viaggio nei capoluoghi di provincia del Piemonte per raccontare la ricchezza dell’editoria indipendente regionale.

## Statistiche

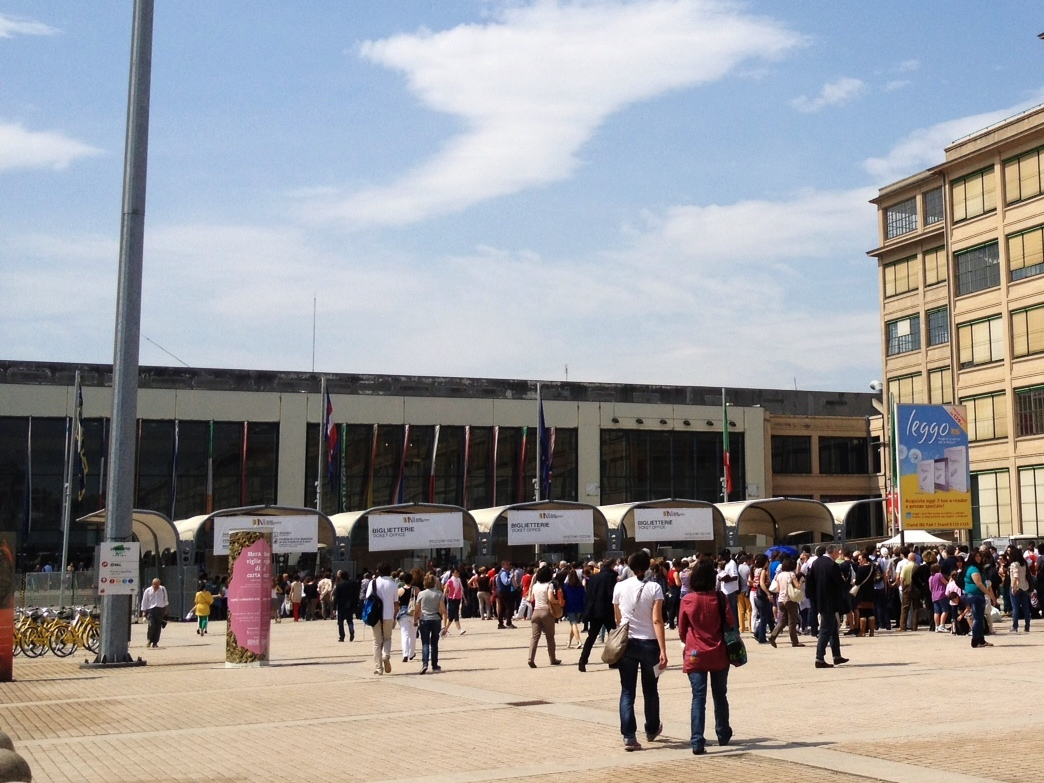
I botteghini (2012)

### I numeri del Salone Internazionale del Libro 2025
- 231.000 visitatori
- 977 spazi espositivi
- 2500 eventi al Lingotto
- 800 eventi al Salone Off
- 129.360 spettatori a incontri e presentazioni
- 137.000 mq espositivi
- 49% di visitatori under 35
- 27.692 tra studenti e docenti
- 42 paesi partecipanti

### L'evoluzione
| Statistiche |                                 |                                |            |            | |                                  |                         |
| Anno        | Nome                            | Sede                           | Espositori | Visitatori | Tema conduttore | Paese o regione straniera ospite | Regione italiana ospite |
| 1988        | Salone del libro                | Torino Esposizioni             | 553        | 100 000    | -- | --                               | --                      |
| 1989        | Salone del libro                | Torino Esposizioni             | 873        | 120 000    | -- | --                               | --                      |
| 1990        | Salone del libro                | Torino Esposizioni             | 813        | 91 000     | -- | --                               | --                      |
| 1991        | Salone del libro                | Torino Esposizioni             | 834        | 106 000    | -- | --                               | --                      |
| 1992        | Salone del libro                | Lingotto Fiere                 | 829        | 120 000    | -- | --                               | --                      |
| 1993        | Salone del libro                | Lingotto Fiere                 | 848        | 131 000    | -- | --                               | --                      |
| 1994        | Salone del libro                | Lingotto Fiere                 | 852        | 156 000    | -- | --                               | --                      |
| 1995        | Salone del libro                | Lingotto Fiere                 | 940        | 191 000    | -- | --                               | --                      |
| 1996        | Salone del libro                | Lingotto Fiere                 | 848        | 232 000    | Il secolo delle donne? | --                               | --                      |
| 1997        | Salone del libro                | Lingotto Fiere                 | 1 368      | 218 000    | Sarem(m)o immortali? | --                               | --                      |
| 1998        | Salone del libro                | Lingotto Fiere                 | 1 389      | 210 000    | Sacro, religioso e mito nel nuovo millennio / Brividi al Salone: il giallo, il noir, il thriller / La cultura sudamericana | --                               | --                      |
| 1999        | Fiera del libro                 | Lingotto Fiere                 | 825        | 190 987    | Passioni: l'intelligenza del cuore                                                                                         | --                               | --                      |
| 2000        | Fiera del libro                 | Lingotto Fiere                 | 979        | 184 652    | Una Fiera, mille culture                                                                                                   | --                               | --                      |
| 2001        | Fiera del libro                 | Lingotto Fiere                 | 1 030      | 191 324    | La natura | Paesi Bassi Fiandre              | --                      |
| 2002        | Fiera internazionale del libro  | Lingotto Fiere                 | 1 081      | 198 685    | Il tempo delle scienze, della storia, delle religioni                                                                      | Catalogna Svizzera               | --                      |
| 2003        | Fiera internazionale del libro  | Lingotto Fiere                 | 1 190      | 199 015    | Il colore tra scienza, arte e letteratura                                                                                  | Canada                           | --                      |
| 2004        | Fiera internazionale del libro  | Lingotto Fiere                 | 1 220      | 228 226    | Ridere è una cosa seria | Grecia                           | --                      |
| 2005        | Fiera internazionale del libro  | Lingotto Fiere                 | 1 223      | 222 148    | Il sogno | Portogallo                       | --                      |
| 2006        | Fiera internazionale del libro  | Lingotto Fiere                 | 1 263      | 304 734    | L'avventura | Brasile Portogallo               | --                      |
| 2007        | Fiera internazionale del libro  | Lingotto Fiere                 | 1 410      | 302 830    | I confini | Lituania                         | --                      |
| 2008        | Fiera internazionale del libro  | Lingotto Fiere                 | 1 414      | 293 140    | La bellezza | Israele                          | --                      |
| 2009        | Fiera internazionale del libro  | Lingotto Fiere                 | 1 400      | 307 650    | Io, gli altri | Egitto                           | --                      |
| 2010        | Salone internazionale del libro | Lingotto Fiere                 | 1 404      | 315 013    | La memoria, svelata | India                            | --                      |
| 2011        | Salone internazionale del libro | Lingotto Fiere / Oval Lingotto | 1 500      | 305 000    | La memoria, seme del futuro                                                                                                | Russia                           | --                      |
| 2012        | Salone internazionale del libro | Lingotto Fiere                 | 1 500      | 317 482    | Primavera digitale | Spagna Romania                   | --                      |
| 2013        | Salone internazionale del libro | Lingotto Fiere                 | 1 200      | 329 860    | Dove osano le idee | Cile                             | Calabria                |
| 2014        | Salone internazionale del libro | Lingotto Fiere                 | 1 200      | 339 752    | Bene in vista | Città del Vaticano               | Veneto                  |
| 2015        | Salone internazionale del libro | Lingotto Fiere                 | 1 200      | 276 169    | Le meraviglie d'Italia | Germania                         | Lazio                   |
| 2016        | Salone internazionale del libro | Lingotto Fiere                 | 1 000      | 127 596    | Visioni | --                               | Puglia                  |
| 2017        | Salone internazionale del libro | Lingotto Fiere                 | 1 060      | 165 746    | Oltre il confine | Stati Uniti d'America            | Toscana                 |
| 2018        | Salone internazionale del libro | Lingotto Fiere                 | ?          | 170 786    | Un giorno, tutto questo | Francia                          | --                      |
| 2019        | Salone internazionale del libro | Lingotto Fiere                 | ?          | 148 034    | Il gioco del mondo | --                               | Marche                  |
| 2020        | Salone internazionale del libro | Lingotto Fiere                 | -          | -          | Altre forme di vita (annullato causa Covid)                                                                                | Irlanda Canada                   | Campania                |
| 2021        | Salone internazionale del libro | Lingotto Fiere                 | 715        | 150 000    | Vita Supernova | --                               | --                      |
| 2022        | Salone internazionale del libro | Lingotto Fiere                 | <900       | 168 000    | Cuori selvaggi | --                               | --                      |
| 2023        | Salone internazionale del libro | Lingotto Fiere                 | ?          | 215 000    | Attraverso lo specchio | Albania                          | Sardegna                |
| 2024        | Salone internazionale del libro | Lingotto Fiere                 | 872        | 220 000    | Vita immaginaria | lingua tedesca                   | Liguria                 |
| 2025        | Salone internazionale del libro | Lingotto Fiere                 | 977        | 231 000    | Le parole tra noi leggere                                                                                                  | Paesi Bassi                      | Campania                |

I dati relativi alle edizioni precedenti al 2019 non sono stati verificati dall’attuale gestione del Salone, in quanto riferiti a edizioni organizzate da soggetti differenti.